# Sprigginidae
Sprigginidae foi uma família de vermes anelídeos que viveram durante o período Ediacarano.